# Harib (huyện)
Huyện Harib là một huyện thuộc tỉnh Ma'rib, Yemen. Đến thời điểm năm 2003, huyện này có dân số 33663 người